# Józef e Wiktoria Ulma
Józef e Wiktoria Ulma foi um casal polonês conhecido por ter abrigado em sua casa duas famílias judias que seriam vítimas do Holocausto, fato pelo qual são intitulados "Samaritanos de Markowa". Eles e seus sete filhos foram sumariamente executados por fuzilamento em sua propriedade no dia 24 de março de 1944, juntamente com os judeus que escondiam.
Apesar do assassinato dos Ulmas, os seus vizinhos continuaram a esconder fugitivos judeus até ao final da Segunda Guerra Mundial na Europa. Pelo menos 21 judeus poloneses sobreviveram em Markowa durante a ocupação da Polônia pela Alemanha Nazista.
Eles são considerados pelo Estado de Israel como Justos entre as Nações e foram beatificados pela Igreja Católica como mártires em 10 de setembro de 2023, juntamente com seus sete filhos.

## Biografia
No início da Segunda Guerra Mundial, Józef Ulma era um cidadão proeminente no vilarejo de Markowa: bibliotecário, fotógrafo, ativo na vida social e na Associação da Juventude Católica local. Ele era um fruticultor e apicultor. Sua esposa, Wiktoria Niemczak Ulma, era dona de casa. Eles se casaram em 7 de julho de 1935 na Igreja de Santa Doroteia, em Markowa. Juntos, eles tiveram sete filhos: Stanisława (Stasia), Barbara (Basia), Władysław (Władzio), Franciszek (Franio), Antoni (Antoś), Maria (Marysia) e um sétimo bebê que estava em gestação. 
No ano de 1942, os nazistas deportaram várias famílias judias de Markowa para os Campos de Concentração como parte de sua política antissemita. Apenas aqueles que estavam escondidos nas casas de camponeses sobreviviam à perseguição. Na fazenda do casal Ulma, oito judeus encontraram abrigo: Saul Godman, um comerciante de gado, e seus quatro filhos, conhecidos como Szall. Também as irmãs Golda Grünfeld e Layka Didner, com uma filha. Inspirado na parábola de Jesus sobre o "Bom Samaritano", Józef Ulma abrigou todos os oito judeus em sua casa, reservando em sigilo o sótão para se esconderem das buscas dos oficiais nazistas. Eles o ajudavam em trabalhos complementares, enquanto estavam escondidos, para aliviar as despesas incorridas. No entanto, os Ulmas foram denunciados por Włodzimierz Leś, um policial nazista que havia tomado posse dos imóveis da família Szall e queria se livrar de seus legítimos proprietários.

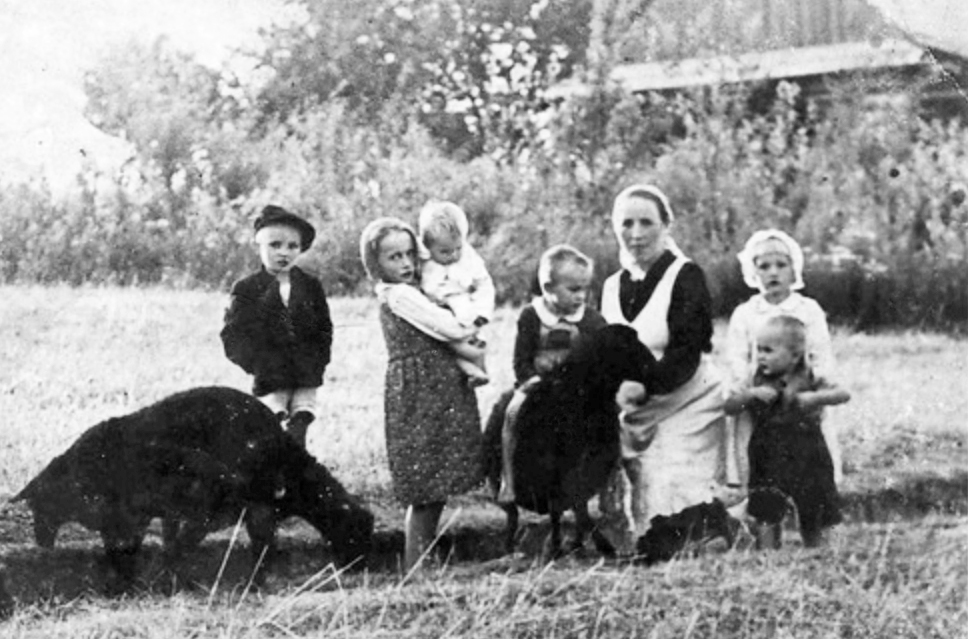
Wiktoria Ulma com seus filhos, 1943

Nas primeiras horas da manhã de 24 de março de 1944, uma patrulha da polícia alemã de Łańcut, comandada pelo tenente Eilert Dieken, chegou à casa dos Ulmas, que ficava nos arredores do vilarejo. Os alemães cercaram a casa e fizeram de refém os moradores. Todos os oito judeus foram assassinados com tiros.  Em seguida, assassinaram a gestante Wiktoria e seu marido diante de moradores, que foram obrigados a assistir a cena como forma de lição. Mais tarde, Eilert Dieken, deu a ordem para matar também os seis filhos da família com um tiro na nuca, que choravam ao verem os corpos dos pais, "para que não houvesse problemas com eles". Durante a execução, Wiktoria entrou em trabalho de parto de seu sétimo filho, ficando o bebê com a cabeça e o peito à mostra entre suas pernas de sua mãe após o massacre. A morte dos judeus e da família Ulma fora comemorada pelos nazistas com saques na propriedade, piadas e bebedeira.
Em de janeiro de 1945, os parentes dos Ulmas exumaram os corpos que estavam no terreno da casa, em covas distintas das dos judeus, e os sepultaram no cemitério paroquial de Markowa. Ali, o túmulo tornou-se local de constante peregrinação de devotos que veneram a família. Em abril de 2023, os restos mortais da família foram exumados e foram transladados para um altar lateral da igreja paroquial de Santa Doroteia em Markowa, por ocasião da beatificação da família.

## Legado

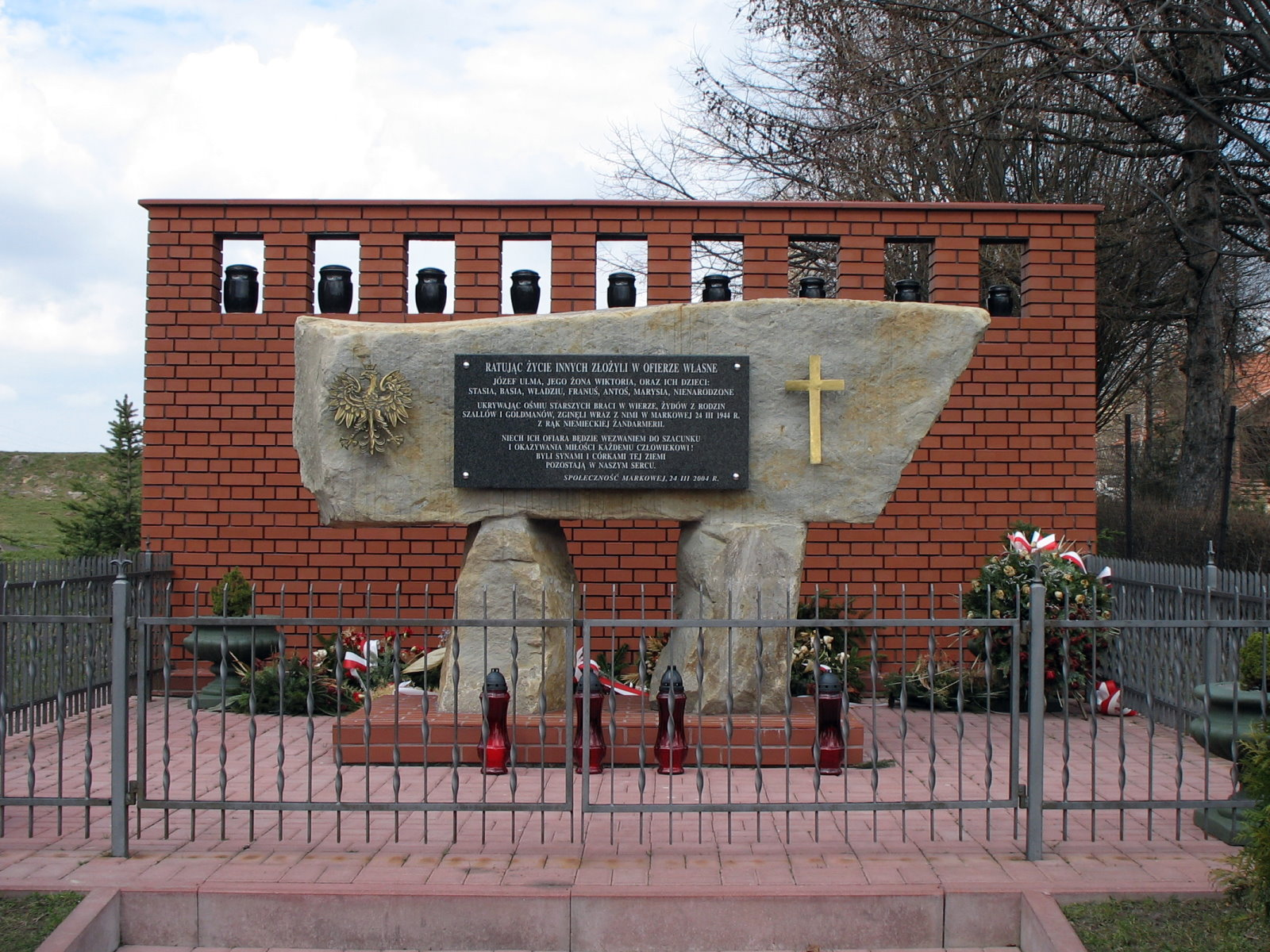
Monumento à família Ulma em Markowa

Em 13 de setembro de 1995, Józef e Wiktoria Ulma receberam postumamente os títulos de Justos entre as Nações pelo memorial Yad Vashem. Uma medalha de honra também foi postumamente entregue à família pelo presidente polonês Lech Kaczyński em 25 de janeiro de 2010, como forma de homengem ao ter se arriscado para salvar a vida dos judeus perseguidos.
Em 24 de março de 2004, o 60º aniversário da sua execução, um memorial de pedra foi erguido na aldeia de Markowa para homenagear a memória da família Ulma. A inscrição no monumento diz:
Salvando a vida de outras pessoas, eles deram suas próprias vidas. Escondendo oito irmãos mais velhos na fé, eles foram mortos com eles. Que o seu sacrifício seja um apelo ao respeito e ao amor para cada ser humano! Eles eram os filhos e as filhas desta terra; eles permanecerão em nossos corações.
Na inauguração do monumento, o arcebispo de Przemyśl e presidente da Conferência Episcopal da Polônia, Józef Michalik, celebrou uma missa solene em memória da família Ulma.
Em 24 de janeiro de 2007, o cardeal Tarcisio Bertone, então secretário do Estado Vaticano, falou em Roma sobre a família polonesa durante a inauguração da edição italiana do livro de Martin Gilbert, I giusti, Gli eroi sconosciuti dell'Olocausto ("Os justos, heróis desconhecidos do Holocausto").

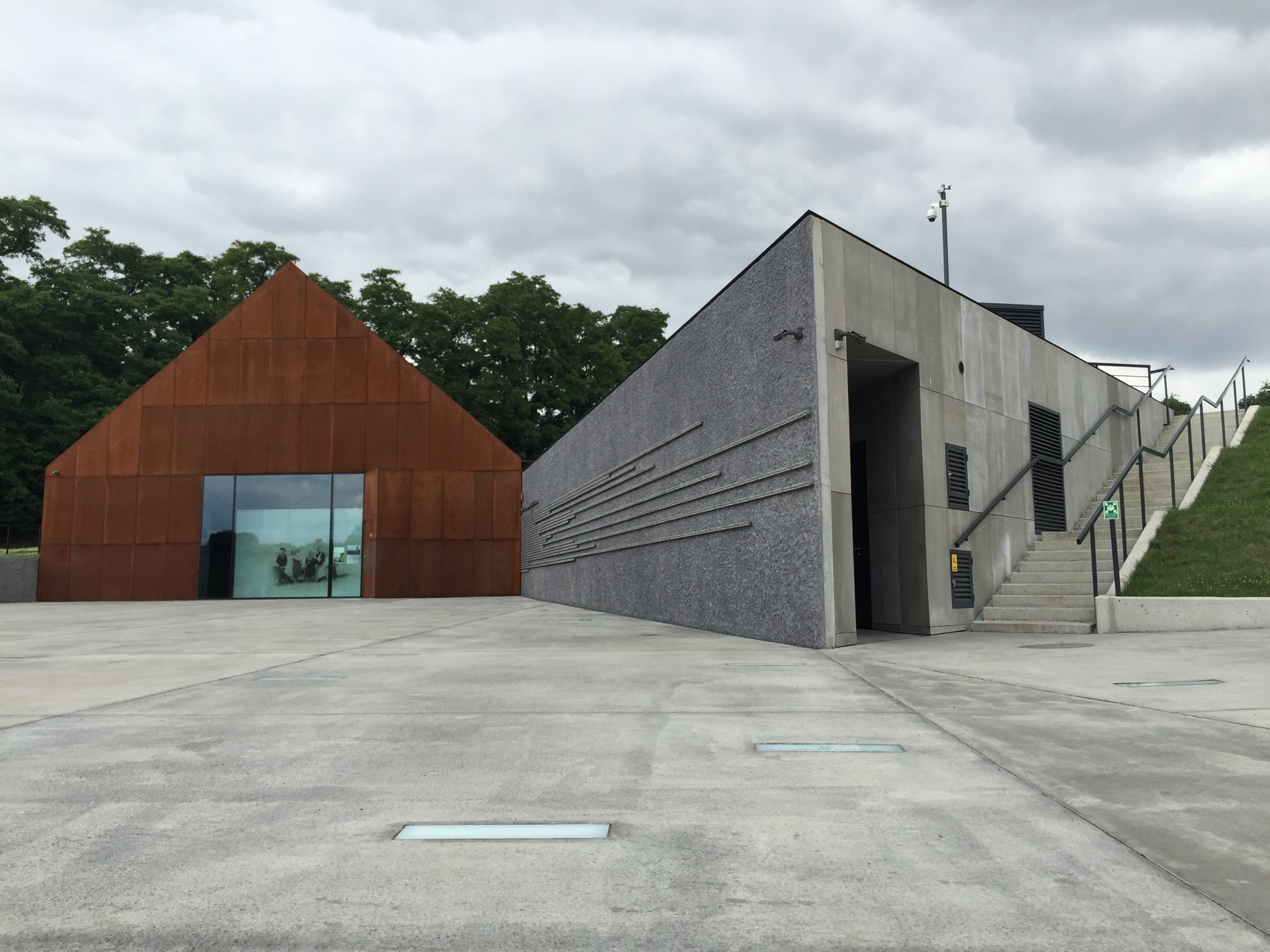
Museu da Família Ulma dos Poloneses que Salvaram Judeus na Segunda Guerra Mundial, em Markowa

Também um museu em homenagem à família foi inaugurado em Markowa no dia 17 de março de 2016, na presença do presidente da Polônia, Andrzej Duda. E desde 2018, Andrzej Duda estabeleceu a data de 24 de março como o Dia Nacional em Memória dos Polacos que salvaram os Judeus sob a ocupação alemã, em memória do massacre da família que teria ocorrido nesta data.

## Beatificação

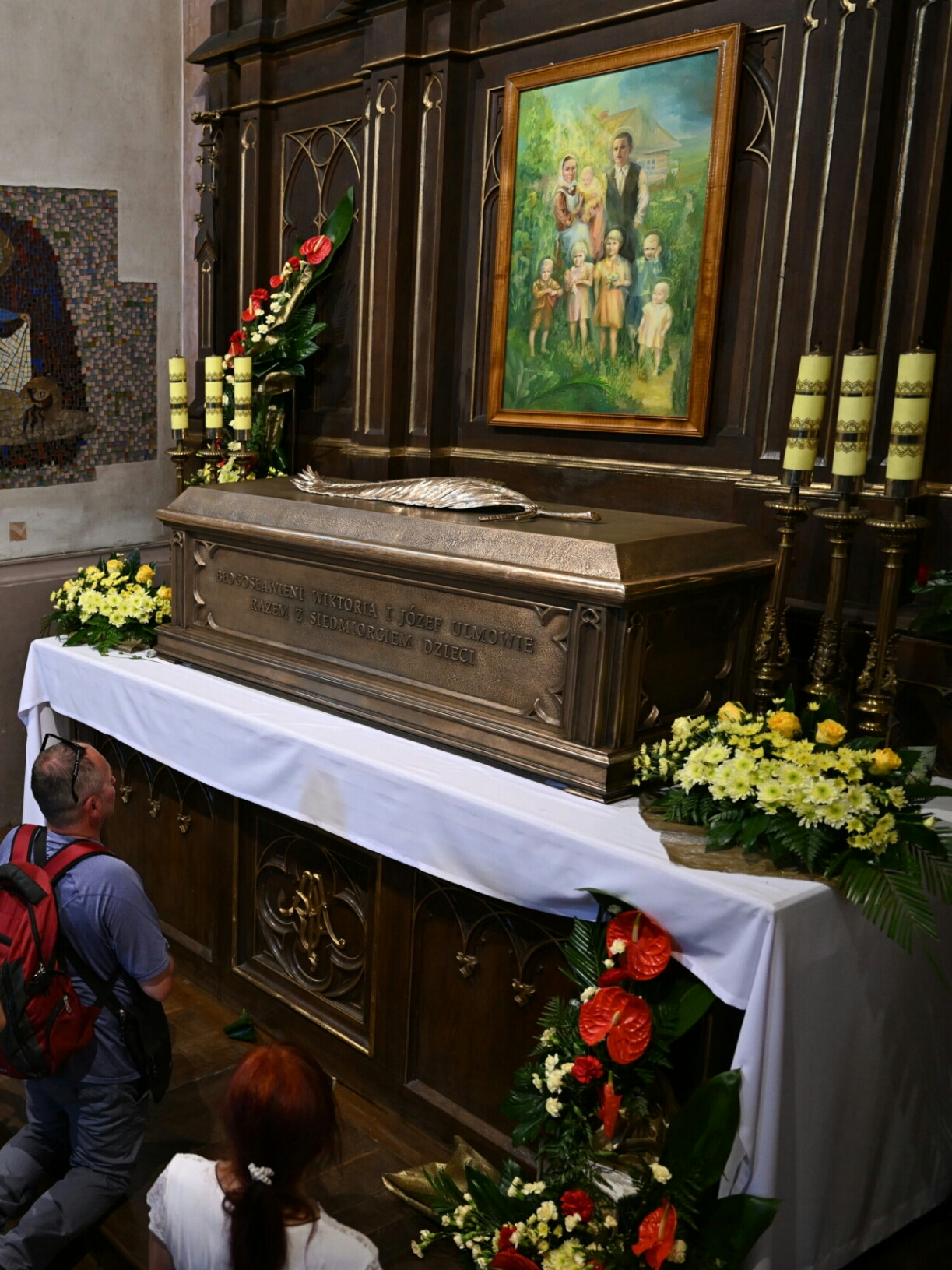
Novo túmulo da Beata Família Ulma na Igreja de Santa Dorotéia em Markowa, Polônia

No ano de 2003, o bispo da Diocese de Pelplin, Jan Bernard Szlaga, iniciou o processo de beatificação de 122 mártires poloneses que morreram durante a Segunda Guerra Mundial, incluindo apenas Józef e Wiktoria Ulma. Em novembro de 2016, o processo transcorrido Arquidiocese de Przemyśl acerca do martírio de Józef e Wictoria Ulma foi concluído e enviado para Pelplin, para que de lá seguisse à Congregação para a Causa dos Santos, no Vaticano. Em 20 de fevereiro de 2017, a congregação separou o processo da família dos demais mártires da Polônia e designou unicamente a Arquidiocese de Przemyśl para levar adiante a causa. Com isso, foi incluso no processo os seis filhos do casal Ulma e a possibilidade do martírio do bebê nascituro.
Em 17 de dezembro de 2022, o Papa Francisco reconheceu o martírio da família, motivado por ódio à fé. Em 15 de fevereiro de 2023, a Arquidiocese de Przemyśl divulgou que o pontífice escolheu o Cardeal Marcello Semeraro para o representar na cerimônia de beatificação, que ocorreu em Markowa no dia 10 de setembro de 2023.
Na manhã do domingo, 10 de setembro, o Papa Francisco recordou o testemunho deixado pela família Ulma durante a oração do Angelus, na Praça de São Pedro:
| “ | Uma família inteira exterminada pelos nazistas em 24 de março de 1944 por dar refúgio para alguns judeus que estavam sendo perseguidos. Ao ódio e à violência que caracterizaram aquela época, eles opuseram o amor evangélico. Que essa família polonesa, que representou um raio de luz na escuridão da II Guerra Mundial, seja para todos nós um modelo a ser imitado no ímpeto do bem e no serviço a quem mais precisa. | ” |
|   | — Papa Francisco. |   |

Esta é a primeira vez que uma família inteira foi beatificada e que um nascituro recebeu o título de beato pela Igreja Católica. Durante a homilia da missa de beatificação da família Ulma, o Cardeal Semeraro destacou o valor da santidade conjugal e o testemunho cristão do nascituro Ulma, que "sem nunca ter pronunciado uma palavra", disse ele, "hoje o pequeno Beato clama ao mundo moderno para acolher, amar e proteger a vida, especialmente a dos indefesos e marginalizados, desde o momento da concepção até à morte natural".
A família Ulma é comemorada liturgicamente no dia 7 de julho, data da união matrimonial de Józef e Wiktoria.